# 上島三之助
上島 三之助 清忠（うえしま さんのすけ きよただ、1893年3月30日 - 1987年）は、日本の武道家である。大阪で空真流空手道を発展させた。

## 経歴
3歳のとき、兵庫県赤穂市で上島作治郎、松原嘉年、赤田政治から今真流柔捕術を学び始める。 9歳のとき、沖縄出身の赤穂市警察官上島菅から空手型のピンアンとクーシャンクー（公相君）を教わり研究を始めた。
1918年、25歳で上島は今真流柔捕術の教授に任命された。 1926年、本部朝基著『沖縄拳法 唐手術 組手編』の出版にあたり、本部門下の唐手術普及会幹事長、杉本得二とともに編集に携わる。大阪市東淀川区に移り1925年（大正14年）上島柔道場を開設。また沖縄の空手教師数名がそこで空手も練習し、教えた。 
教授陣は以下のとおり：
- 本部朝基の首里手と泊流。
- 金城兼盛（1934年、摩文仁賢和より師範免許を受有。小林流 、剛柔流。）
- 小林流創設者知花朝信の小林流。

## 空真流を創始
上島は1932年、今真流と剛柔流空手から発展した空真流空手道を創設。 1933年、大日本武徳会が上島に柔道の教授師範を授与し、1937年５月に大日本武徳会より宮城長順 （剛柔流の創設者）および小西康裕（神道自然流開祖）が空手術教士の称号を初めて授与。1939年7月、上島が大日本武徳会より3番目となる空手術教士の称号を受有。
1940年、大日本武徳会が金城兼盛に空手術錬士の称号を授与した。 第二次世界大戦後の1946年、大日本武徳会は解散した。 1965年、上島は講道館柔道で八段位を授与。 金城は出身地の沖縄に戻り、空真流を広めた。